# Montagne de Lachat (massif des Bornes)
Pour les articles homonymes, voir Lachat.
Ne doit pas être confondu avec Montagne de Lachat (massif des Bauges), Mont Lachat (massif des Bornes) ou Mont Lachat de Châtillon.
La montagne de Lachat est une montagne du massif des Bornes, dans les Préalpes.

## Géographie

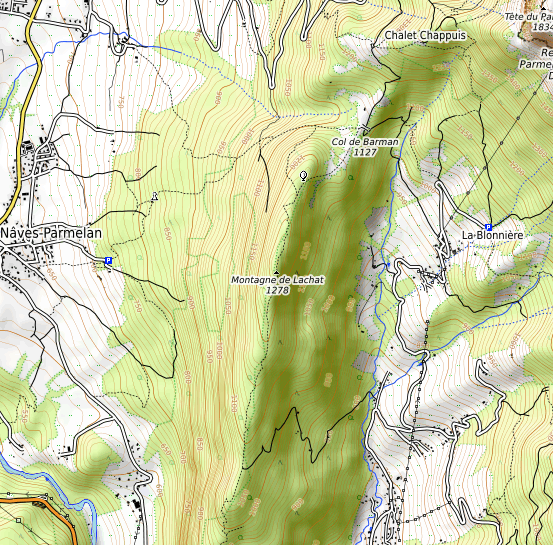
Carte topogaphique.

La montagne de Lachat est un crêt culminant à 1 281 mètres d'altitude. Orienté nord-sud, son extrémité nord est marquée par le col de Barman à 1 125 mètres d'altitude qui le sépare du Parmelan et son extrémité sud forme la cluse de Dingy avec le mont Baret dans le prolongement de l'autre côté du Fier. À l'est, la montagne domine le village de Dingy-Saint-Clair dans la vallée du ruisseau du Mélèze tandis qu'à l'ouest le village de Nâves-Parmelan marque la fin d'un petit plateau situé sous le Parmelan et dominant le Fier.

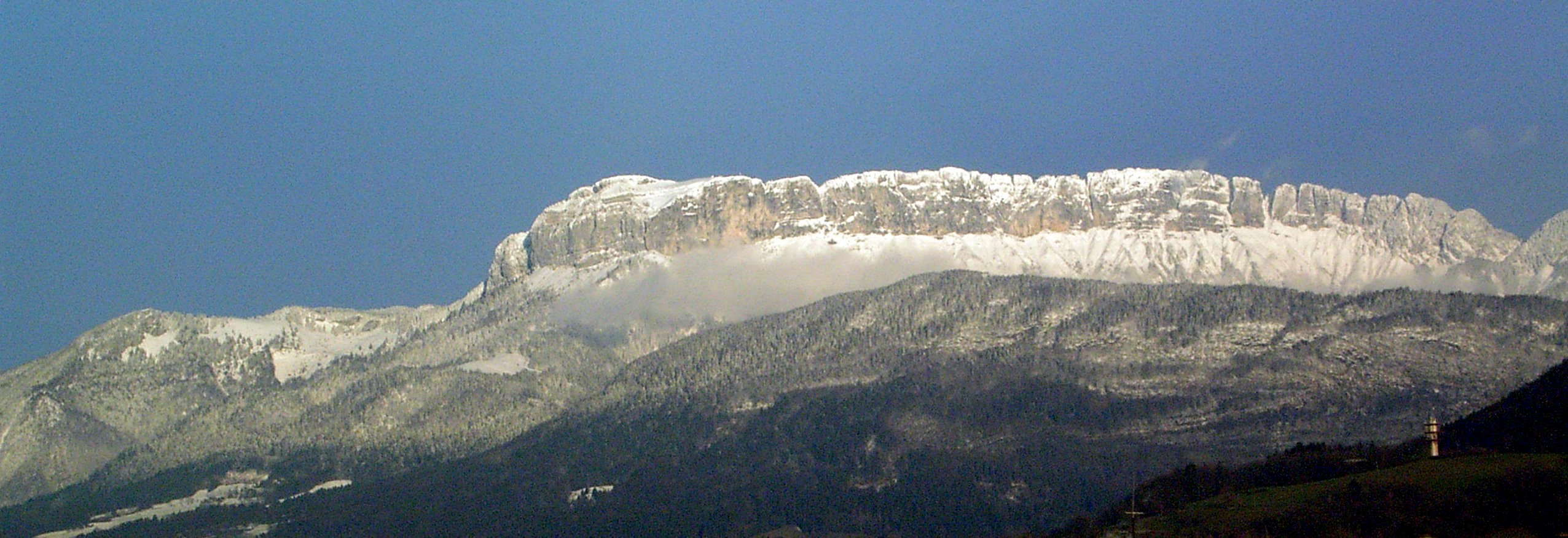
Vue du Parmelan enneigé depuis Annecy avec la montagne de Lachat à ses pieds sur la droite.

## Histoire

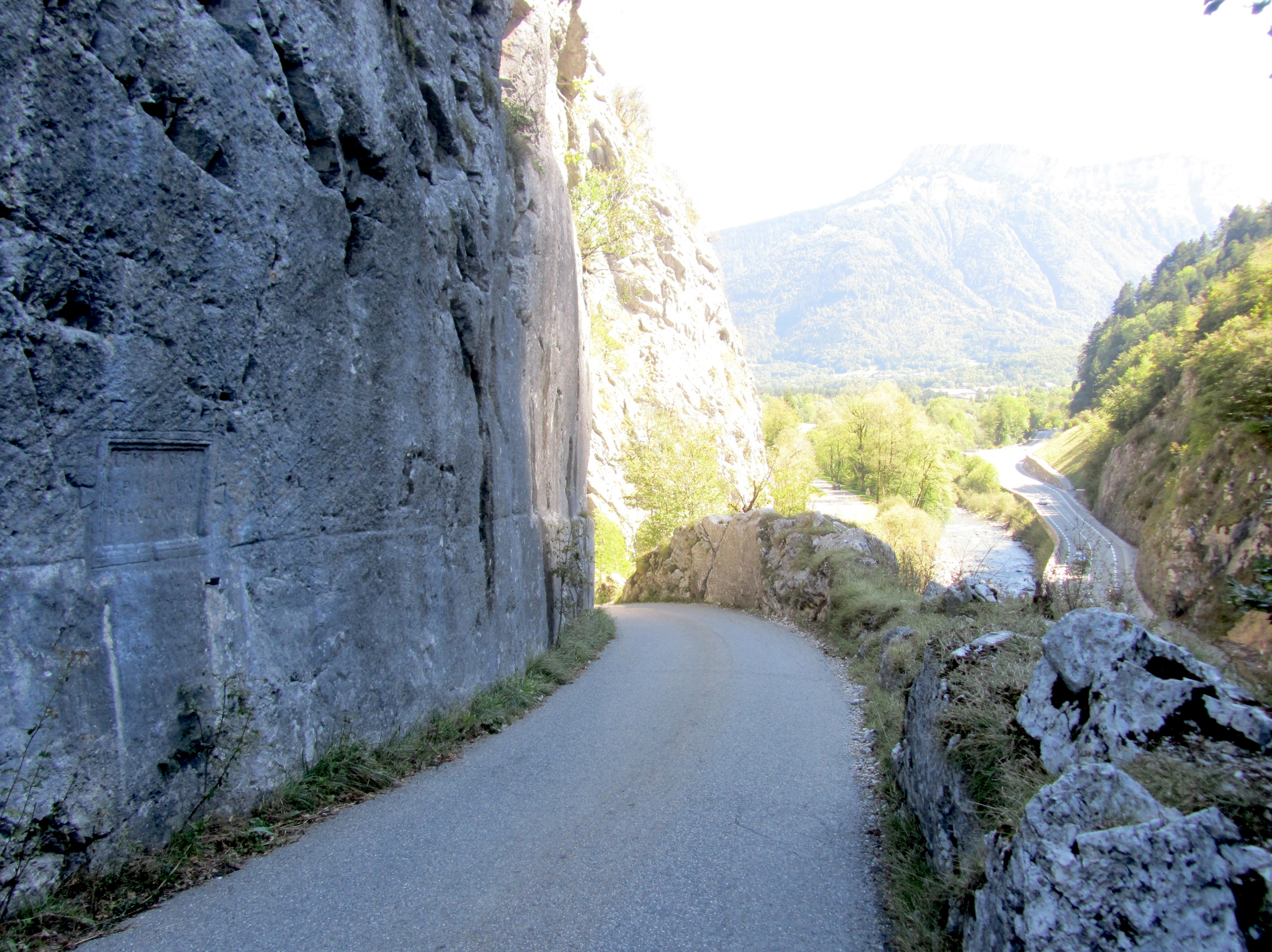
La voie romaine du défilé de Dingy avec la plaque latine gravée dans la falaise de la montagne de Lachat sur la gauche et le Fier en contrebas et sur l'autre rive la route départementale 16.

Les falaises dominant le Fier sont taillées sous l'empire romain pour le passage d'une voie romaine. L'emplacement est depuis occupé par la route départementale 216a mais l'origine antique du passage est rappelé par une plaque commémorative latine gravée dans la paroi rocheuse.

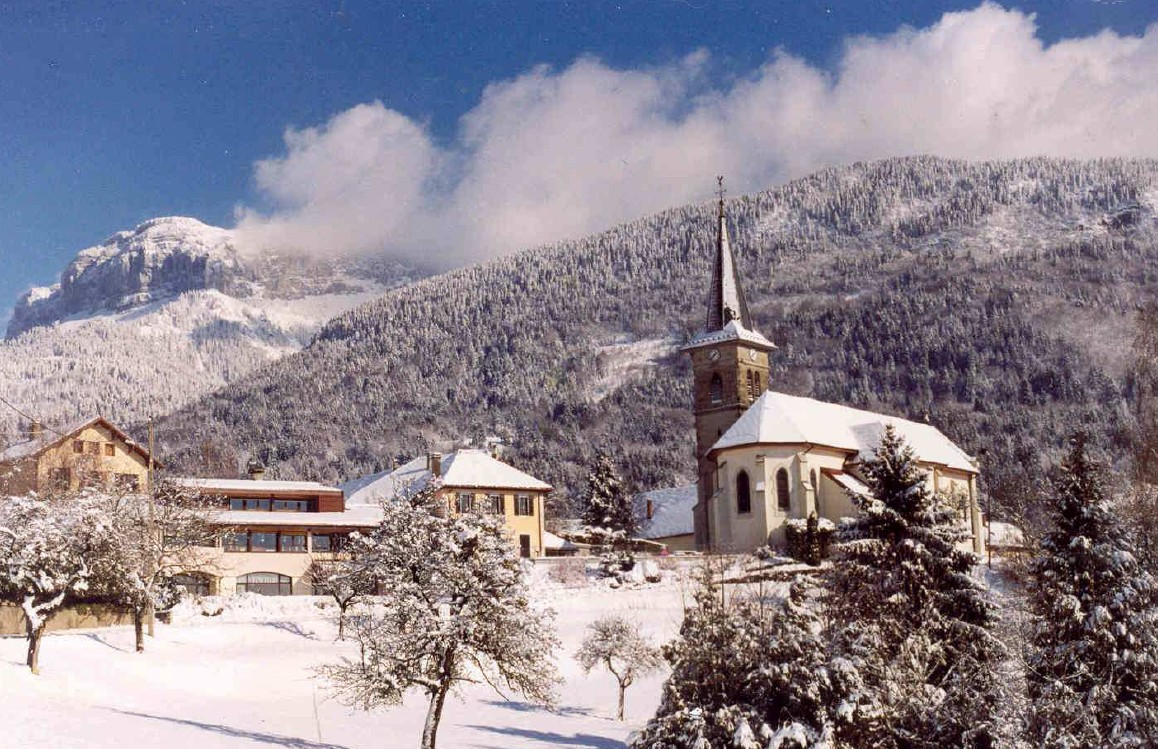
Le Parmelan (à gauche) et la montagne de Lachat (à droite) vus depuis Nâves-Parmelan.